# コティリオンステークス
コティリオンステークス（Cotillion Stakes）は、アメリカ合衆国ペンシルベニア州フィラデルフィアのパークスレーシング競馬場にて、毎年9月に開催される競馬の競走である。

## 概要
グレード制ではGIに類される。ダート8.5ハロンで施行され、出走条件は3歳牝馬。2012年よりGIに昇格された。
高額賞金でケンタッキーオークスからニューヨークでの3歳牝馬路線などの最終戦として、さらにブリーダーズカップディスタフのステップレースとして、豪華メンバーとなることが多い。
2020年は新型コロナウイルス感染拡大の影響により開催取り止めとなった。

## 近年の勝ち馬
- 2024年 Thorpedo Anna
- 2023年 Ceiling Crusher
- 2022年 Society
- 2021年 Clairiere
- 2019年 Street Band
- 2018年 Midnight Bisou
- 2017年 It Tiz Well
- 2016年 Songbird
- 2015年 I'm a Chatterbox
- 2014年 Untapable[1]
- 2013年 Close Hatches
- 2012年 My Miss Aurelia
- 2011年 Plum Pretty
- 2010年 Havre de Grace
- 2009年 Careless Jewel
- 2008年 Seattle Smooth
- 2007年 Bear Now
- 2006年 India
- 2005年 Nothing But Fun
- 2004年 Ashado
- 2003年 Fast Cookie
- 2002年 Smok'n Frolic
- 2001年 Mystic Lady
- 2000年 Jostle